# 泉佐野市立北中小学校
泉佐野市立北中小学校（いずみさのしりつ きたなかしょうがっこう）は、大阪府泉佐野市鶴原にある公立小学校。

## 通学区域
- 住吉町、鶴原、上瓦屋、下瓦屋[1]

※卒業後は基本的に泉佐野市立第三中学校に進学する。